# Transes cévenoles

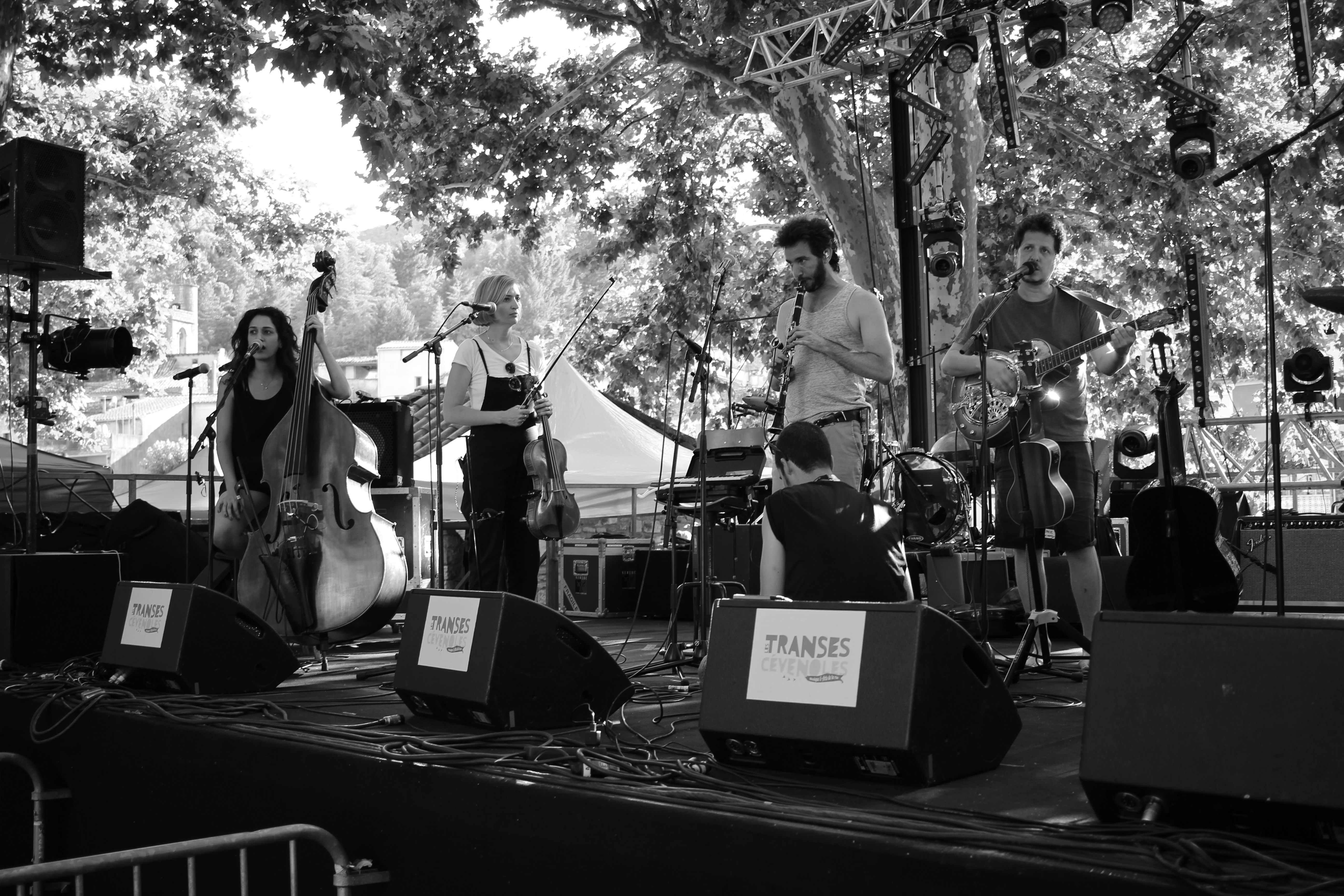
TheAngelcy, aux Transes cévénoles de 2017.

Les Transes cévenoles est un festival éclectique et indépendant organisé chaque année à Sumène dans le Gard depuis 1998. Il propose une programmation pluridisciplinaire axée sur la découverte et l'émergence artistique dans le secteur des Musiques Actuelles et des Arts de la Rue.
La première édition du festival a eu lieu en 1998. Le festival est organisé par l'association Les Elvis Platinés. Inspirés par le rock alternatif français, cette bande de jeunes suménois commençaient à organiser quelques concerts dans leur village. Emmenée par Christian Boisson, la folle équipe se prit de plaisir à faire découvrir la diversité musicale régionale au cours d’événements qui se voulaient avant tout populaires. Les fondamentaux étaient posés : culture et convivialité.
En 1996, première tentative d’organisation estivale : les Wailers à Sumène. Un rendez-vous qui rencontra un grand succès public, et qui fut le précurseur de ce qui deviendrait deux ans plus tard le festival “les Transes Cévenoles”.
Au fil des années, le projet s’étoffe, se professionnalise et s’ouvre à d’autres disciplines artistiques (Arts de la rue, Cirque, …) , tout en gardant sa dimension associative très forte. Le festival grandit, et parallèlement, des événements se mettent en place tout au long de l’année, dans plusieurs villages des Cévennes méridionales.
En 2021, un documentaire intitulé "Dans l'œil des Transes" et réalisé par Otus productions, qui retrace les 20 ans de l'Histoire de cet événement, est diffusé sur France 3 Occitanie et en libre accès sur la chaîne YouTube du festival.

## La programmation 2023
- Eesah Yasuke
- Dowdelin
- Tha Trickaz
- Suzanne Belaubre
- MPL
- Saf Feh
- Bateria Ziktamu
- Charcoal & Sugar
- Coco Fanfare Club
- Onda Ya
- Lula Heldt
- Théâtre Group'
- Cie La Nour
- Cie L'Art Osé
- Oxyput Compagnie
- Braquage sonore
- Le Radeau de l'hypotenuse
- La Cantatrice Chome
- Léa vous dit tout

## Quelques artistes ayant participé
- Massilia Sound System
- Sergent Garcia
- Arthur H
- Les Yeux noirs
- High Tone
- La Rue Kétanou
- Émir Kusturica & The no smoking Orchestra
- Les Fils de Teuhpu
- MAP
- Puppetmastaz
- The Wailers
- Louis Chedid
- Lyricson
- Rinôçérôse
- Gaëtan Roussel
- Dub Incorporation
- Bigflo et Oli
- Vaudou Game
- Dom la Nena
- La Fine Equipe
- Sallie Ford
- Canailles
- Bernard Adamus
- Benoit Paradis Trio
- Radio Elvis
- Dimoné
- Hyphen Hyphen